# Area 51 (игра, 2005)
Area 51 (с англ. — «Зона 51») — компьютерная игра в жанре научно-фантастического шутера от первого лица, разработанная компанией Midway Studios — Austin и изданная Midway Games West в 2005 году для PlayStation 2, Xbox и Microsoft Windows. Является ремейком одноимённой игры 1995 года. Персонажей игры озвучивали такие актёры, как Дэвид Духовны, Мэрилин Мэнсон и Пауэрс Бут.

## Сюжет
В лаборатории Зоны 51 доктор Уинстон Крей нарушает договор между Серыми и Иллюминатами, выпуская на волю неизвестное инопланетное существо, в результате чего на базе распространяется неизвестный вирус. На устранение последствий угрозы отправляется отряд Дельта. На них нападает освобождённое существо и уничтожает большую часть группы. На поиски группы Дельта отправляется группа Браво, в которой состоят: Джек Маккен, Митч "Криспи" Крисман, Энтони Рамирес, а также главный герой — Итан Коул.
По прибытии на базу, группа убивает неизвестного диверсанта и отправляется под землю. Там они наблюдают весь ужас, творящийся на базе. Весь персонал лаборатории заразился вирусом и превратился в инопланетных зомби-мутантов. Во время выполнения операции, Коула и Маккена посылают отключить подачу энергии. По возвращении обратно к группе, на Маккена нападает заражённый и жестоко убивает его, оторвав ему голову. Команда потрясена потерей, но продолжает движение дальше. Вскоре Коул отделяется от команды, оказавшись по ту сторону аварийной двери. Внезапно на группу нападает неизвестное существо, являющееся переносчиком вируса. Коул становится свидетелем смерти своих товарищей. Проникнув через дверь, он видит, что Криспи превращается в мутанта, и герою приходится убить его. Вскоре Коул добирается до другой группы, которая вскоре оказывается уничтожена тем же переносчиком. Выживает герой и ещё один боец, который вскоре умирает, а Коул заражается вирусом.
Сдерживая мутации, герой встречается с неизвестным, разговаривающим с ним с помощью трупов. По его указам он направляется в лабораторию. Зону 51 атакуют вооружённые люди, известные как Чёрный спецназ. Вскоре с Коулом связывается доктор Крей с предложением вылечить его, если он доберётся до его лаборатории. Герою это удаётся, но лабораторию атакует чёрный спецназ и доктор Крей умирает.
Мутирующий Коул добирается до летающей тарелки, оставленной спецназом. Оттуда он попадает на копию луны с фальшивыми кораблём и космонавтом. Герой понимает, что всё это время весь мир обманывали, выдавая это за реальное путешествие на Луну. Коул попадает в шахту, где встречает переносчика — Трёхметрового мутанта, убившего две группы. Герой расправляется с ним, после чего неизвестный голос предлагает ему путешествие в «Свой мир». Коул перемещается к огромному инопланетному организму, который помогает ему вылечить заразу и говорит, что ему предстоит спасти Землю, уничтожив ядро, несущее «Смертоносный груз». Коул, пробираясь через неизвестный мир встречает инопланетян — «Серых», которые пытаются его убить. Вскоре герой добирается до летающей тарелки с ядром внутри. Пробравшись на борт, Коул уничтожает ядро и, пробираясь через разрушающийся корабль выбирается на поверхность.

## Отзывы
| Сводный рейтинг       | Сводный рейтинг | Сводный рейтинг | Сводный рейтинг |
| Издание               | Оценка          | Оценка          | Оценка          |
| Издание               | PC              | PS2             | Xbox            |
| --------------------- | --------------- | --------------- | --------------- |
| GameRankings          | 70,75 %         | 78,54 %         | 74,79 %         |
| Metacritic            | 67/100          | 75/100          | 72/100          |
| Русскоязычные издания |                 |                 |                 |
| Издание               | Оценка          | Оценка          | Оценка          |
| Издание               | PC              | PS2             | Xbox            |
| Absolute Games        | 43 %            | N/A             | N/A             |